# Pæremøgmos
Pæremøgmos (Splachnum ampullaceum), ofte skrevet pære-møgmos, er et mos, der i Danmark findes på kokasser i lyngmoser. Det videnskabelige artsnavn ampullaceum betyder 'opblæst' (af latin ampulla 'tykbuget flaske') og hentyder til den opsvulmede del af sporehuset (apofysen).